# Merck & Co
MSD (фирменное наименование компании Merck & Co. Inc. за пределами США и Канады; также «МСД») — международная биофармацевтическая компания со штаб-квартирой в США. Одна из крупнейших фармацевтических компаний мира. В течение 130 лет MSD создает и производит лекарственные препараты и вакцины для профилактики и лечения самых сложных заболеваний — вакцины и лекарственные препараты по направлениям онкология, гепатит C, инфекционные заболевания (ВИЧ-инфекция и лихорадка Эбола). Подразделение компании MSD Animal Health предлагает ветеринарным врачам, сельхозпроизводителям и владельцам домашних животных одну из самых широких линеек фармацевтических препаратов, вакцин, управленческих решений и услуг. В дополнение к этому MSD Animal Health предлагает широкий набор цифровых инструментов по мониторингу и управлению здоровьем животных.

## История
Merck & Co. ведёт своё начало от Якоба Фридриха Мерка (нем. Jacob Friedrich Merck), который в 1668 году приобрёл аптеку в Дармштадте (Германия). Спустя полтора века, в 1827 году, Генрих Эмануель Мерк (нем. Heinrich Emanuel Merck), возглавив семейный бизнес, способствовал его переходу на массовое производство лекарственных препаратов и продуктов тонкого органического синтеза, благодаря чему его компания, получившая название E. Merck (впоследствии Merck KGaA), стала крупнейшим производителем алкалоидов (морфина, кодеина, кокаина).
Компания на протяжении всего XIX века экспортировала свою продукцию в США, но в конце века дистрибьюторы Merck в этой стране стали использовать имя компании для продажи низкокачественной продукции, что вынудило Merck в 1887 году для защиты своей репутации открыть представительство в Нью-Йорке. В 1891 году для руководства американским отделением E. Merck был отправлен Георг Мерк, 24-летний внук Генриха Эмануеля Мерка. В 1899 году он приобрёл участок в штате Нью-Джерси, на котором были построены фабрика, лаборатория и где вплоть до 1990-х годов размещалась штаб-квартира основанной им Merck & Co. Первоначально эта дочерняя компания занималась импортом из Германии, но с 1903 года было налажено собственное производство. Также в 1899 году было выпущено первое издание медицинского справочника Merck Manual of Diagnosis and Therapy.
После вступления Соединенных Штатов в Первую мировую войну в 1917 году Георг (Джордж) Мерк был вынужден разорвать официальные отношения с материнской компанией в Германии, он также добровольно передал почти 80 % акций Merck & Co. (доли компании E. Merck) Конторе по управлению иностранной собственностью (англ., APC) в надежде, что их вернут по окончании войны. Но в 1919 году акции компании были выставлены на открытый аукцион, на котором Джордж Мерк выкупил их за $3,75 млн. С тех пор Merck & Co. стала независимой компанией на территории Соединенных Штатов.
К 1925 году, когда во главе компании стал сын Джорджа Мерка, Джордж Мерк-младший (George W. Merck), оборот компании составлял $6,1 млн, но, несмотря на прибыльность, Merck & Co. имела большую задолженность. В 1927 году произошло слияние Merck & Co. и Powers-Weightman-Rosengarten (PWR), крупного производителя фармацевтической продукции (в первую очередь хинина), базирующегося в Филадельфии. В результате образовалась новая компания — Merck Corporation, оборот которой в 1929 году составил более $13 млн.
К 1928 году Merck накопила достаточно средств, чтобы позволить себе делать большие инвестиции в исследования и разработки. Для этой цели был нанят Рэндольф Мейджор, который в течение последующих 26 лет являлся ведущим специалистом компании. Он изменил структуру Merck: создал централизованную систему научно-исследовательских лабораторий, создал лабораторию чистых и фундаментальных исследований, лабораторию прикладных исследований, принимал непосредственное участие в организации производства веществ, созданных в лаборатории, собрал команду выдающихся химиков, таких как Карл Фолкерс, Макс Тишлер, Льюис Саретт и многих других, а также определил направление исследований компании на несколько десятилетий вперед. Под его руководством разрабатывались синтез и производство витаминов B1, B2, B12, кортизона, антибиотика стрептомицина (1943 год) и др.
После Второй мировой войны Merck резко увеличила своё присутствие на зарубежных рынках, в первую очередь в Европе. Продажи компании выросли с $24 млн в 1940 году до $171 млн в 1951 году. В то же время Merck, как и раньше, занималась сугубо производством лекарственных препаратов, которые потом продавались оптом другим компаниям для упаковки и реализации. Ситуация изменилась в 1953 году со слиянием с ещё одной филадельфийской компанией, Sharp and Dohme, у которой, помимо исследовательских центров и производственных мощностей, были хорошо развит отдел маркетинга и розничная сеть сбыта. Объединение двух компаний, в частности научно-исследовательских подразделений, произошло не без трений, но в результате сделало объединённую компанию крупнейшим производителем лекарств в США. Эта компания сохранила название Merck в Соединенных Штатах и Канаде, но за пределами Северной Америки использует название Merck Sharp & Dohme (MSD). В 1957 году, когда умер Джордж Мерк-младший, оборот компании пересёк отметку в $100 млн.
Компания известна разработкой и продажей вакцин, наиболее важными с медицинской точки зрения были вакцина от эпидемического паротита (свинки), кори (1963 год) и первая в мире вакцина от краснухи (1967 год); обе были разработаны ученым Морисом Хиллеманом. Разработка вакцины от краснухи свело заболеваемость ею, вызывающую врождённые дефекты, в США с 10 000 случаев в год до нуля.
В 1965 году Merck приобрела Charles E. Frosst Ltd. (основанную в 1899 году в Монреале) и на её основе создала Merck Frosst Canada, Inc., дочернюю компанию и фармацевтический научно-исследовательский центр. Merck закрыл этот центр в июле 2010 года, а остальная компания была переименована в Merck Canada в 2011 году.
В конце 1960-х и начале 1970-х годов была предпринята попытка деверсифицировать деятельность компании: были куплены Calgon Corporation (производитель реактивов для очистки воды), Kelco (производитель химикатов), Baltimore Aircoil (производитель промышленного холодильного оборудования). Однако эти приобретения оказались неудачными и ослабили позиции компании на фармацевтическом рынке. В 1976 году произошла смена руководства и в последующие годы было разработано несколько успешных препаратов, таких как вакцина от гепатита, лекарство от глаукомы тимоптик, средство от гипертонии эналаприл, также было заключено несколько контрактов на продажу зарубежных лекарств в США, в частности со шведской компанией Astra AB (1982 год) и японской Shionogi. Партнёрство с Astra AB в 1984 году переросло в совместное предприятие Astra Merck Inc. Из негативных аспектов в этот период были судебные иски против Merck и 28 других производителей диэтилстилбестрола (diethylstilbestrol, DES), у которого были обнаружены канцерогенные свойства, неудачная попытка выйти на японский рынок с покупкой токийской Banyu Pharmaceutical Company, забастовка рабочих компании в 1985 году, затянувшаяся на 15 недель, расследование Комиссией по ценным бумагам и биржам США касательно дачи взяток в странах Африки и на Ближнем Востоке. Несмотря на эти трудности к концу 1980-х годов компания вышла в лидеры фармацевтической промышленности благодаря таким препаратам, как вазотек (Vasotec, средство от застойной сердечной недостаточности), мевакор и зокор (Mevacor и Zocor, ловастатин, первый препарат из класса статинов для снижения уровня холестерина), ивермектин (ivermectin, самый популярный ветеринарный препарат в мире). В 1989 году было образовано совместное предприятие с Johnson & Johnson по производству безрецептурных лекарств.
В 1985 году Merck получила разрешение на имипенем, первый член карбапенемового класса антибиотиков. Антибиотики класса карбапенемов играют важную роль в лечении некоторых внутрибольничных и устойчивых к другим антибиотикам инфекций.
В 1987 году Merck & Co. начала сотрудничество с ЮНИСЕФ, пожертвовав свой новый препарат мектизан на борьбу с онхоцеркозом, также известным как речная слепота, — болезнь, распространённая прежде всего в Африке. Участие компании Merck считается ключевым фактором в успешной борьбе с этой болезнью во всем мире, более 700 миллионов человек прошли лечение с момента создания программы, слепота, вызванная онхоцеркозом уменьшается, а в некоторых местностях Латинской Америки и Африки это заболевание полностью искоренено.
В 1993 года Merck приобрела Medco Containment Services Inc., одну из крупнейших компаний по продаже лекарств почтой с оборотом $2,5 млрд в год. Это приобретение было весьма неоднозначным, поскольку эта компания, переименованная в Merck-Medco Managed Care, продавала также продукцию конкурентов.
В 1994 году началась реорганизация компании, в ходе которой было продано несколько непрофильных дочерних компаний: Kelco (компании Monsanto за $1,1 млрд), Calgon Vestal Laboratories (Bristol-Myers Squibb за $261 млн), подразделение пестицидов (Novartis за $910 млн), долю в совместном предприятии с E.I. du Pont за $2,6 млрд.
В 1999 году на рынок был выпущен препарат для лечения артрита виокс (Vioxx). Ожидалось, что он позволит укрепить позиции лидера фармацевтической промышленности, однако уже в 2002 году появились сведения о том, что этот препарат повышает риск сердечных приступов, а в 2004 году продажа виокса была прекращена. Считается, что виокс стал причиной 3400 смертельных случаев, компания на 2014 год уплатила более $7 млрд по искам пострадавших и ещё более $1 млрд штрафов и судебных издержек.
В ноябре 2009 года Merck объявила о покупке конкурента Schering-Plough в США, обозначив сумму сделки в $41,1 млрд. Хотя Merck и в самом деле приобрел Schering-Plough, покупка была формально оформлена как обратное поглощение, в котором «Старая» Merck была переименована в Merck Sharpe & Dohme, а Schering-Plough переименована в Merck & Co., Inc. так что технически в результате сделки она стала правопреемником. Этот трюк был сделан в попытке сохранить права Schering-Plough на препарат Remicade. Участь сделки в конечном итоге была решена через арбитраж. Слияние было завершено 4 ноября 2009 года.
В октябре 2013 года Merck объявила о сокращении 8500 рабочих мест с целью уменьшения расходов на $2,5 млрд к 2015 году. В сумме с 2011 года численность сотрудников компании уменьшилась на 20 %.
В мае 2014 года компании Bayer за $14,2 млрд было продано подразделение потребительских товаров, в том числе такие торговые марки, как кларитин (Claritin) и коппертон (Coppertone), а также средства для загара и для ухода за кожей ног. В июне 2014 была приобретена компания Idenix Pharmaceuticals примерно за $3,85 млрд. Также в июне 2014 года было прекращено партнёрство с AstraZeneca LP, а в конце 2016 года ликвидировано совместное с Sanofi предприятие Sanofi Pasteur MSD.
В июле 2018 года, после критики президента США Дональда Трампа в адрес фармакологических компаний, которые даже не пытаются сократить стоимость лечения для пациентов, компания объявила о снижении цен на ряд лекарственных препаратов, а также предоставила 60 % скидку на средство для лечения гепатита С.
В июне 2021 года Organon & Co. была выделена в самостоятельную компанию. Она была основана в 1923 году в Нидерландах, в 2007 году была куплена Schering-Plough, в 2009 году слившейся с Merck. Organon специализируется на репродуктивной медицине, контрацепции, психиатрии и анестезии. Годовой оборот компании составляет 6,5 млрд долларов, штаб-квартира в штате Нью-Джерси.

## Собственники и руководство
- Кеннет Фрейзьер[англ.], род. 17 декабря 1954 года в Филадельфии — председатель правления, президент и главный исполнительный директор с 2011 года, в компании с 1992 года. Также является членом совета директоров Exxon Mobil Corporation (с 2009 года) и организации разработчиков и производителей фармацевтической продукции (Pharmaceutical Research and Manufacturers of America, PhRMA) (с 2011 года)
- Роберт Дэвис (Robert M. Davis, род. в 1967 году) — президент и главный исполнительный директор с июля 2021 года[1]

Основные держатели акций среди институциональных инвесторов по состоянию на 2017 год:
- The Vanguard Group — 6,9 %
- BlackRock — 6,6 %
- State Street Corporation — 4,5 %
- Wellington Management Group — 4,2 %
- Capital Group Companies — 3,9 %

## Деятельность
Практически всю выручку компании даёт подразделение фармацевтической продукции (в 2021 году $42,8 млрд из $48,7 млрд), другими подразделениями являются ветеринарная продукция, услуги здравоохранения и партнёрства с другими компаниями.
Географически деятельность компании в 2021 году была распределена следующим образом:
- США — оборот $22,4 млрд;
- Европа, Ближний Восток и Африка — $13,3 млрд;
- КНР — $4,4 млрд;
- Япония — $2,7 млрд;
- Азиатско-тихоокеанский регион — $2,4 млрд;
- Латинская Америка — $2,2 млрд.

| Год                          | 2005  | 2006  | 2007  | 2008  | 2009  | 2010  | 2011  | 2012  | 2013  | 2014  | 2015  | 2016  | 2017  | 2018  | 2019  | 2020  | 2021  |
| ---------------------------- | ----- | ----- | ----- | ----- | ----- | ----- | ----- | ----- | ----- | ----- | ----- | ----- | ----- | ----- | ----- | ----- | ----- |
| Оборот                       | 22,01 | 22,64 | 24,20 | 23,85 | 27,43 | 45,99 | 48,05 | 47,27 | 44,03 | 42,24 | 39,50 | 39,81 | 40,12 | 42,29 | 46,84 | 47,99 | 48,70 |
| Чистая прибыль               | 4,631 | 4,434 | 3,275 | 7,808 | 12,90 | 0,861 | 6,272 | 6,168 | 4,404 | 11,92 | 4,442 | 3,920 | 2,394 | 6,220 | 9,843 | 7,067 | 13,05 |
| Активы                       | 44,85 | 44,57 | 48,35 | 47,20 | 112,3 | 105,8 | 105,1 | 105,9 | 105,4 | 98,10 | 101,7 | 95,38 | 87,87 | 82,64 | 84,40 | 91,59 | 105,7 |
| Собственный капитал          | 20,38 | 19,97 | 20,59 | 21,17 | 61,49 | 56,81 | 56,94 | 55,46 | 52,33 | 48,79 | 44,77 | 40,31 | 34,57 | 26,88 | 26,00 | 25,40 | 38,26 |
| Число сотрудников, тыс. чел. | 61,5  | 60    | 59,8  | 55,2  | 100   | 94    | 86    | 83    | 77    | 70    | 68    | 68    | 69    | 69    | 71    | 74    | 68    |

Примечание. До 2010 года отчётность Schering-Plough.

### Основные препараты
По состоянию на август 2014 благодаря исследованиям и разработкам компании Merck владел наибольшим в мире количеством новых препаратов; только в 2014 году в США было утверждено 63 новых лекарства. В 2021 году основными продуктами Merck являлись:
- Keytruda (пембролизумаб) является иммуномодулятором для лечения рака. 4 сентября 2014 года, служба продовольствия и медикаментов США (FDA) одобрила Пембролзумаб (MK-3475) и отозвалась о его применении как о прорыве в лечении меланомы[33]; продажи составили $17,19 млрд.
- Gardasil (рекомбинантная вакцина от вируса папилломы человека) является вакциной против нескольких серотипов вируса папилломы человека (ВПЧ), который является причиной большинства случаев рака шейки матки[34]; продажи составили $5,67 млрд.
- Januvia (ситаглиптин) — ингибитор дипептидилпептидазы (IV) для лечения диабета 2 типа. В 2013 году Januvia был вторым по объёму продаж лекарством от диабета во всём мире[35], с продажами $4,0 млрд по всему миру. Обычно Januvia применяется в паре с метформином. Это лекарство было популярно отчасти потому, что в отличие от многих других препаратов от диабета, оно не вызывало значительного увеличения веса и гипогликемии[36][37]. Merck также выпускает комбинированный препарат, содержащий как Januvia, так и метформин, с торговым названием Janumet. При возникли опасения, что лечение с помощью Januvia и других ингибиторов DPP-IV могут быть связаны с умеренно повышенным риском панкреатита[38]. Общий объём продаж Januvia/Janumet составил $5,29 млрд
- Вакцины — основные препараты по объёму продаж: ProQuad (корь, свинка, краснуха, ветряная оспа; $495 млн); M-M-R II (корь, свинка, краснуха; $353 млн); Varivax (ветряная оспа; $792 млн); Zostavax (опоясывающий лишай; $685 млн); RotaTeq (rotavirus gastroenteritis; $685 млн); Pneumovax 23 (пневмококк; $641 млн). В сумме продажи составили $2,14 млрд.
- Bridion (Sugammadex) — средство для устранения нейромышечной блокады, вызванной введением миорелаксантов; продажи $1,53 млрд
- Lynparza (Olaparib) — противораковое средство, продажи $0,99 млрд
- Молнупиравир — противовирусный препарат, продажи $0,95 млрд
- Pneumovax 23 — пневмококковая вакцина, продажи $0,89 млрд
- Simponi — противовоспалительный препарат, продажи составили $0,83 млрд, в основном в Европе, России и Турции.
- RotaTeq — вакцина против ротавирусов, продажи $0,81 млрд
- Isentress (ралтегравир) является ингибитором интегразы вируса иммунодефицита человека, применяемым для лечения ВИЧ-инфекции. Это первое анти-ВИЧ соединение с таким механизмом действия[34]. Продажи в 2013 составили $1,8 млрд. Препарат является частью одной из нескольких схем лечения первой линии, рекомендованных департаментом здравоохранения и социальных служб Соединенных Штатов[39]. Продажи в 2016 году составили $0,77 млрд.

## Критика

#### Vioxx
В 1999 году Управление по санитарному надзору за качеством пищевых продуктов и медикаментов США (FDA) одобрило разработанный Мерком препарат Vioxx (известный как рофекоксиб), предназначенный для лечения артрита. Vioxx является селективным ингибитором фермента циклооксигеназы-2. Ожидалось, что такие соединения реже приводят к язвам желудочно-кишечного тракта по сравнению со старыми противовоспалительными препаратами (например, напроксеном, с которым были связаны с 20 000 случаев госпитализации и 2000 случаев смерти в год). Vioxx стал одним из наиболее часто назначаемых препаратов в истории, однако, последующие исследования Merck и других учёных обнаружили, что использование Vioxx приводит к повышению риска сердечных приступов по сравнению с напроксеном.
23 сентября 2004 года Merck получила информацию о результатах клинических исследований, которые указали на повышенный риск сердечных приступов среди принимавших Vioxx свыше 18 месяцев. 28 сентября 2004 года, Merck уведомила FDA о добровольном изъятии Vioxx с рынка, и опубликовала это решение 30 сентября, ссылаясь при этом на расчёты, что Vioxx был ответственен примерно за 50 000 сердечных приступов и 2500 смертей.
Около 50 000 человек подали в суд на Merck, утверждая, что они или члены их семей пострадали от медицинских проблем, таких как инфаркт миокарда или инсульт после принятия Vioxx. В ноябре 2007 года, Merck предложила заплатить $4,85 млрд для урегулирования большинства связанных с Vioxx исков. Для получения компенсации требовалось, чтобы заявители предъявили медицинские доказательство того, что случился сердечный приступ или инсульт, и доказали, что они приняли по меньшей мере 30 таблеток Vioxx. Это условие рассматривалось аналитиками отрасли и инвесторами как победа Merck, учитывая, что первоначальные оценки ответственности компании Merck достигали $50 млрд. По состоянию на середину 2008 года истцам удавалось доказать проблему только в трех случаях из каждых двадцати, при этом получая не очень большую компенсацию.
Внутренняя переписка компании, опубликованная в ходе более позднего судебного процесса, содержала список врачей, критикующих Vioxx, которые должны были быть «нейтрализованы» или «дискредитированы». «Нам, возможно, потребуется найти, где они живут, и уничтожать их», написал сотрудник. Было также сделаны утверждения о запугивании учёных и ущемлении их академической свободы.
20 мая 2008 года Merck за $58 млн урегулировала иски 30 штатов, утверждавших, что Merck занимается обманным маркетингом для продвижения Viox. Все новые телевизионные объявления должны были быть проверены FDA и изменены или отложены до 2018 года.

#### Fosamax
Fosamax (алендронат) является бисфосфонатом, используемым для лечения постклимактерического остеопороза и для профилактики проблем со скелетом для некоторых видов рака. В декабре 2013 года Merck согласилась выплатить в общей сложности $27,7 млн 1200 истцам, которые утверждали, что препарат компании вызвал у них остеонекроз челюсти. Merck победила в 3 из 5 предварительных исках. Около 4000 случаев ещё ждали рассмотрения или урегулирования по состоянию на август 2014 года.

### Фальшивый медицинский журнал
С 2002 по 2005 год австралийский филиал Merck спонсировал восемь тематик в Австралийском медицинском журнале костей и суставов (Australasian Journal of Bone & Joint Medicine), публиковавшемся Elsevier. Внешне это был независимый рецензируемый журнал, без каких-либо признаков того, что Merck платила за него, но на самом деле журнал перепечатывал статьи, из других изданий, которые были благоприятны для Merck. Секрет журнала раскрылся в ходе судебного процесса о вреде Vioxx в 2009 году; 9 из 29 статей во втором выпуске журнала положительно отзывались о Vioxx. В 2009 году генеральный директор отдела науки и здоровья Elsevier, Майкл Хансен, признался, что подобная практика была «неприемлемой».

### Завышение счетов в программе «Медикэйд»
в 2007 году министерство юстиции США начало расследование по факту мошенничества, в двух отдельных исках, поданных информаторами в соответствии с Законом о ложных счетах. Информаторы утверждали, что Merck не предоставила надлежащие скидки по бюджетному медицинскому обеспечению граждан и других программам в области здравоохранения и заплатила незаконные вознаграждения поставщикам медицинских услуг. 7 февраля 2008 года Merck согласилась выплатить более $650 млн для урегулирования обвинений в регулярном завышении счетов за свои самые популярных лекарственные препараты. Урегулировние было одной из крупнейших фармацевтических выплат в истории. Федеральное правительство получило более $360 млн, 49 штатам и Вашингтону (округ Колумбия) было выплачено более $290 млн. Один из информаторов получил награду в $68 млн. Merck согласился на выплаты без признания ответственности или правонарушения.

### Загрязнение окружающей среды
Merck & Co. в прошлом использовала метиленхлорид, являющийся, по данным департамента охраны природы США, канцерогеном для животных, как растворитель в некоторых из своих технологических процессов. Химики и инженеры Merck впоследствии заменили это соединение другими, имеющими меньший негативный экологический эффект. Merck также изменила своё оборудование с целью защиты окружающей среды, установила распределительную систему управления, которая более эффективно координирует химические реакции и ускоряет производство на 50 процентов, устраняя необходимость в утилизации и хранения вредных отходов. Одновременно уменьшилась потребность в атмосферном кислороде.
В 1991 году Kelco, дочерняя компания Merck, была ответственна за выброс летучих органических соединений-загрязнителей в районе Сан-Диего. Из-за воздействия вредных бактерий приземные концентрации озона вызывали повреждение легочных тканей. В 1996 Merck заплатила $1,8 млн штрафа за загрязнение воздуха. Была установлена новая аппаратура, уменьшающая выбросы смога на 680 000 фунтов (310 000 кг) в год.